# Adobe Dreamweaver
Adobe Dreamweaver（アドビ ドリームウィーバー）は、アドビが販売しているWebオーサリングツール。旧称はMacromedia Dreamweaverであり、かつての開発会社はマクロメディア。

## 概要
マクロメディアによって開発された高機能なWebオーサリングツールで、専門業界では圧倒的なシェアを誇るデファクトスタンダードツールとして使われている。Adobe Creative Suiteを構成するアプリケーションソフトウェアの1つであり、マクロメディア開発時代はMacromedia Studioの構成アプリケーションでもあった。
HTMLやXHTMLに標準で対応しているほか、PHP/ASP/JSPといったサーバサイドスクリプトも編集できる。2000年には上位版であるUltraDeveloper（UltraDevとも）が発売され、通常のDreamweaverに加え、OracleやMicrosoft SQL Serverなどとのデータベース連携機能が含まれた。
Dreamweaver MX 2004からアクティベーションが導入された。Dreamweaver 8ではCSSの編集機能が強化された他、HTMLソースコード編集時にHTMLタグを折りたたんで表示することが出来るようになった。
2005年のアドビによるマクロメディアの買収後もDreamweaver 8の販売はアドビによって継続され、Adobe Web Bundle の一部として旧来からのアドビ製品とセット販売もされた。アドビは自社の主力WebオーサリングツールであったAdobe GoLiveからDreamweaverへの移行を促しはじめ、2006年発売のAdobe Creative Suite 2.3 PremiumにはDreamweaver 8が同梱された。
2007年発売のCS3ではAdobe Dreamweaver CS3としてGoLiveに取って代わってシリーズに組み込まれ、バージョン表記もCSのバージョンに合わせた CSxに変更されている。他のCS製品との融合が進み、アドビの開発したAjaxフレームワーク「Spry」を搭載し、スクリプトのコーディングをせずにAjaxによるユーザインタフェースを開発することができるようになった。
2008年発売のCS4では、「ライブビュー」機能のHTMLレンダリングエンジンにSafariやGoogle Chrome等で利用されているWebkitを採用し、より実際の表示結果に近い表示が得られるようになった。また、オープンソースのバージョン管理システムであるSubversionに対応した。

## シンタックスハイライト
Dreamweaverでは以下のプログラミング言語についてシンタックスハイライトによる表示が可能となっている。
- ActionScript
- ASP
- ASP.NET
- C#
- CSS
- ColdFusion
- EDML
- XHTML
- XML
- XSLT
- HTML
- Java
- JavaScript
- JSP
- PHP
- VB
- VBScript
- WML

加えて、多くの言語についてオートコンプリートによる入力にも対応している。

## バージョンと発売年月
MX 以降、Flash とバージョンを同期したために、バージョン5.0が存在しない。
- Macromedia Dreamweaver 1.0 (1997年12月発売、Dreamweaver 1.2 は1998年3月)
- Macromedia Dreamweaver 2.0 (1998年12月発売)
- Macromedia Dreamweaver 3.0 (1999年12月発売)
- Macromedia Dreamweaver UltraDeveloper 1.0 (2000年6月発売)
- Macromedia Dreamweaver 4.0 (2000年12月発売)
- Macromedia Dreamweaver UltraDeveloper 4.0 (2000年12月)
- Macromedia Dreamweaver MX (2002年5月発売) (内部バージョンは 6.0。アップデータを適用すると 6.1になる)
- Macromedia Dreamweaver MX 2004 (2003年9月10日発売) (内部バージョンは 7.0)
- Macromedia Dreamweaver 8 (2005年9月13日発売)
- Adobe Dreamweaver CS3 2007年5月8日発表[2], 2007年6月22日発売） (内部バージョンは 9.0)
- Adobe Dreamweaver CS4 (2008年12月19日発売)(内部バージョンは 10.0)
- Adobe Dreamweaver CS5 (2010年5月28日発売)(内部バージョンは 11.0)
- Adobe Dreamweaver CS6 (2012年5月11日発売)(内部バージョンは 12.0)
- Adobe Dreamweaver 18.0 (2017年10月リリース)[3]
- Adobe Dreamweaver 19.0 (2018年10月リリース)[3]
- Adobe Dreamweaver 20.0 (2019年11月リリース)[3]
- Adobe Dreamweaver 21.0 (2020年10月リリース)[3]

## 競合製品
- Adobe GoLive
- Microsoft FrontPage
- ホームページビルダー
- Aptana - EclipseベースのWebオーサリングツール。
- Coda (web development software)- Panic